# 低地オーストリア交通機関会社P1形客車
P1形客車（NÖVOG P1 - P4）は、オーストリアの低地オーストリア交通機関会社（NÖVOG）が所有する狭軌鉄道であるマリアツェル線で使用されている客車（パノラマ客車）。2014年6月28日から営業運転を開始した。

## 概要
2010年、NÖVOGはマリアツェル線の近代化施策の一環として、新型電車（ET1形）と共に、2010年12月に観光運用に適したパノラマ客車をスイスのシュタッドラー・レールに発注した。観光客が多く利用するマリアツェル線での使用を考慮し、座席は一部を除いてテーブルを挟んだ向かい合わせの配置となっている。また側面の大型窓に加えサンルーフも設置されており、マリアツェル線の沿線の広大な自然の風景を楽しむことができる。
製造された4両のうち1両（P4）には調理室が設置されており、各座席に料理やドリンク、デザートなどを提供するケータリングサービスを実施している。その代わりこの車両にトイレは設置されていない。

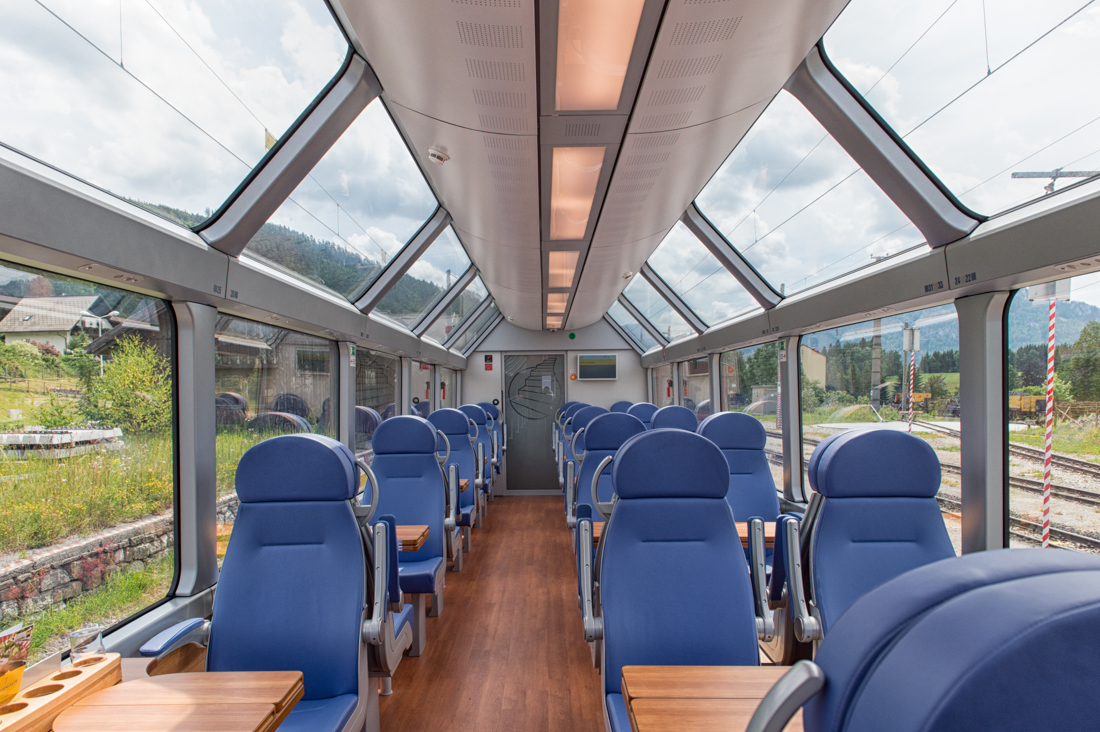
内装

## 運用
2013年12月19日に最初の車両がマリアツェル線に到着し、試運転の後2014年の夏季シーズンから営業運転を開始した。定期運用は5月から10月までの土日祝日に限られているが、団体輸送用にチャーターすることも可能である。

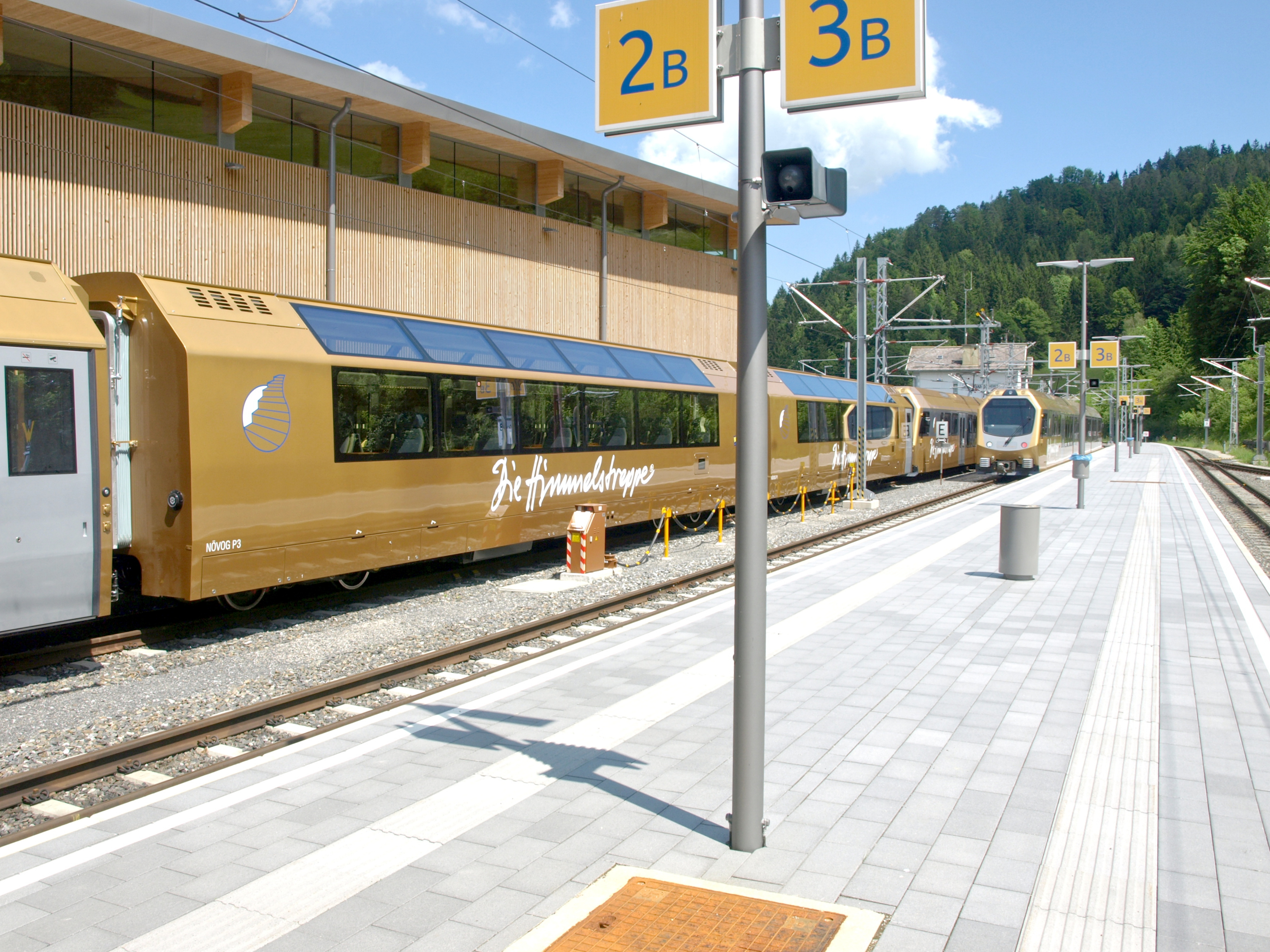
営業運転中のP1形
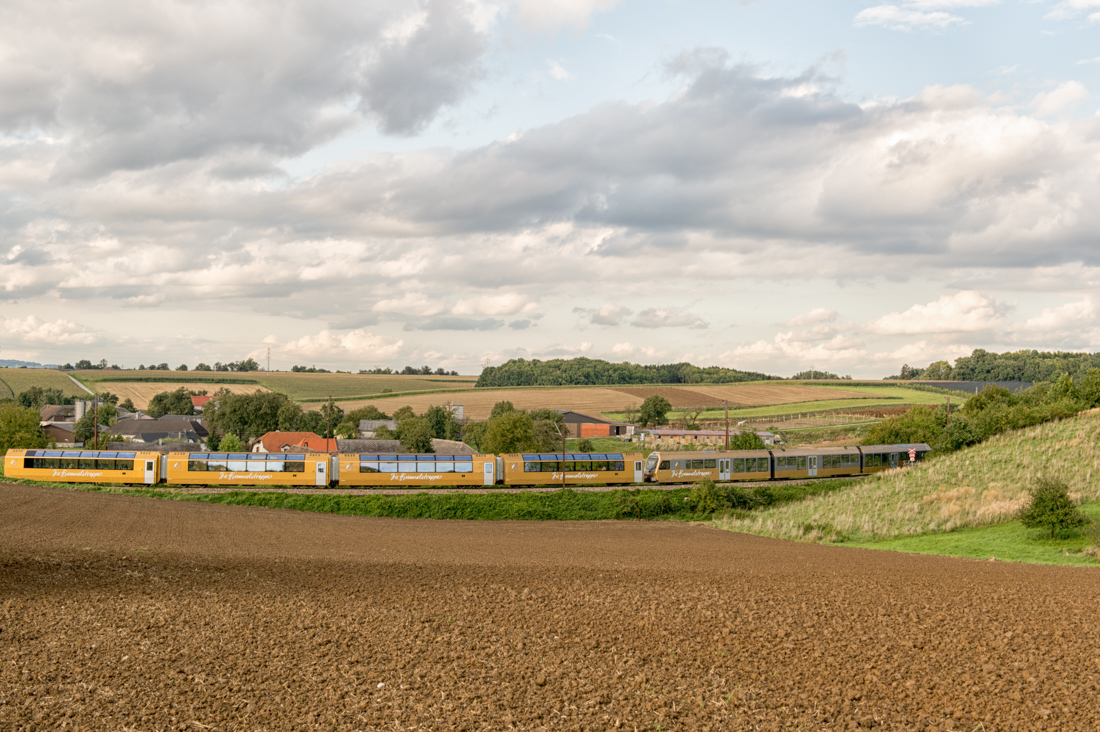
ET1形電車に牽引されて運行する